# Wang Ke
Wang Ke (ur. 1995 r. w Hebei) – chiński aerobik, dwukrotny mistrz świata, złoty medalista World Games, mistrz Azji.
Gimnastykę zaczął w wieku sześciu lat. Do reprezentacji narodowej wkroczył w 2014 roku, kiedy to dostał szansę na mistrzostwach świata. Tam został mistrzem świata w kroku, drugie miejsce zajął w tańcu. To pozwoliło drużynie zająć trzecie miejsce w klasyfikacji drużynowej. W Inczon w 2014 roku zdobył dwukrotnie srebrno: w kroku i tańcu. Dwa lata później w Guimarães zdobył złoty medal w zawodach grupowych.
W 2017 roku wziął udział w World Games 2017 rozegranym we Wrocławiu. Wygrał tam rywalizację grupową.